# Петропавловский собор (Симферополь)
Собор Святых Петра и Павла (Петропавловский собор) — православный храм в городе Симферополе, второй кафедральный собор Симферопольской и Крымской епархии Русской Православной Церкви. Объект культурного наследия России регионального значения, охраняется государством.

## История

### Деревянная церковь
Первая «Екатерининская церковь» (храм святых Елены и Константина) в быстрорастущем городе Симферополе перестала вмещать в себя всех прихожан. По просьбе симферопольцев был поднят вопрос о строительстве нового, более вместительного храма. Святейший Синод выдал разрешение на строительство в 1801 году, но саму церковь начали строить в 1805 году. Строительство деревянного храма длилось около 1 года. Осенью, 8 ноября 1806 года церковь освятили. Церковь из себя представляла деревянное здание в форме прямоугольника. Над западной стороной возвышалась колокольня. Основную красоту деревянной церкви составлял иконостас. Росписей в храме не было. Медные колокола были отлиты из остатков монетного двора Ак-Мечети. Церковь просуществовала около 20 лет. За эти годы храм обветшал, и его закрыли. Вскоре в городе построили новый кафедральный Александро-Невский собор, в который были переданы колокола, церковную утварь, ризницу.

### Каменный храм

#### Воссоздание
В 1865 году было решено возродить храм. Проект нового храма разработал петербургский архитектор Константин Лазарев. Старую деревянную церковь разобрали, на её месте 29 июня 1866 года заложили новое здание храма. Строительство и отделочные работы завершены при епископе Гурии (Карпове) в 1870 году. При храме с 1868 года работало два училища — мужское и женское.
В 1890 году церковный двор был обнесен ажурной металлической оградой. На площади перед храмом проходили массовые мероприятия. Территория вокруг Петропавловского храма и площади постепенно застраивалась невысокими домами. Это было особым условием: здания не должны быть выше храма.
В 1902—1903 годах художники на средства церковного старосты расписали купол собора. В самом центре был изображен Господь Саваоф в окружении Небесных Сил. Стены были расписаны цветочным орнаментом. По поясу барабана были написаны 12 медальонов с изображениями святых апостолов.

#### Разорение в советское время
В 1924 году, после установления советской власти, улица Петропавловская, ведущая к храму, была переименована в Октябрьскую.
В 1937 году разобрали купол и колокольню, в храме устроили склад. Собор имел жалкий вид: без купола, ободранный, с бетонным пандусом для въезда грузовиков внутрь храма. На крыше росло дерево. Возле храма было открыто питейное заведение.

#### Возрождение
Спустя более 40 лет, в 1980-е годы началось восстановление Петропавловского собора. Автором проекта стала архитектор О. И. Сергеева. В архивах Синода С. Л. Белова смогла найти проекты, по которым восстановили колокольню и купол храма.
В 1990-е годы высотные работы на куполах храма вела бригада промышленных альпинистов под руководством известной советской альпинистки и горноспасателя, жительницы Алушты, Эльвиры Насоновой.

#### Храм в наше время

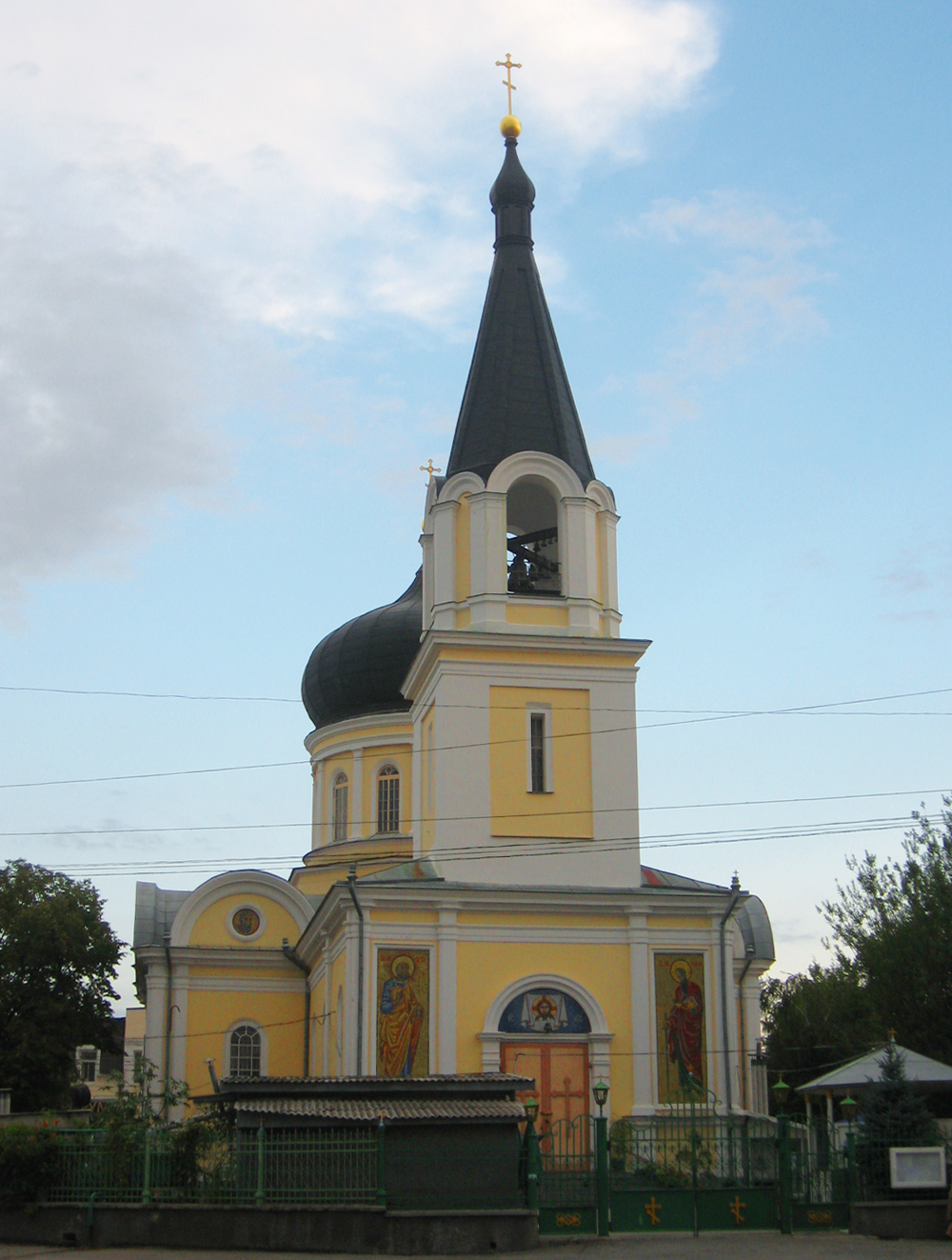
Внешний вид храма с запада

С 2003 года и до воссоздания Александро-Невского собора, Петропавловский собор имел статус кафедрального.
23 августа 2008 года в Петро-Павловском кафедральном соборе Автономной Республики Крым состоялись церковные торжества по поводу прославления в лике святых Архиепископа Таврического Гурия (Карпова).
В 2008 году городские власти Симферополя восстановили историческое название площади перед храмом — Петропавловская. Также было возвращено историческое название улицы Петропавловской.

## Архитектура
Архитектурный стиль храма соединяет элементы разных стилей: классика сочетается с формами древнерусской архитектуры. Белокаменные наличники обрамляют высокие окна. Верхнюю часть здания украшает ступенчатый карниз. Венчает здание барабан с 12 окнами. Купол имеет форму «луковицы» чёрного цвета. При входе в храм устроена паперть, каменная лестница, над которой возвышается колокольня. Главный вход обрамлён тонкими полуколоннами, а на фасаде видны яркие мозаики с изображением Иисуса Христа и святых апостолов Петра и Павла.
Храм имеет два боковых придела: во имя Иоанна Кронштадтского и Серафима Саровского.

## Реликвии

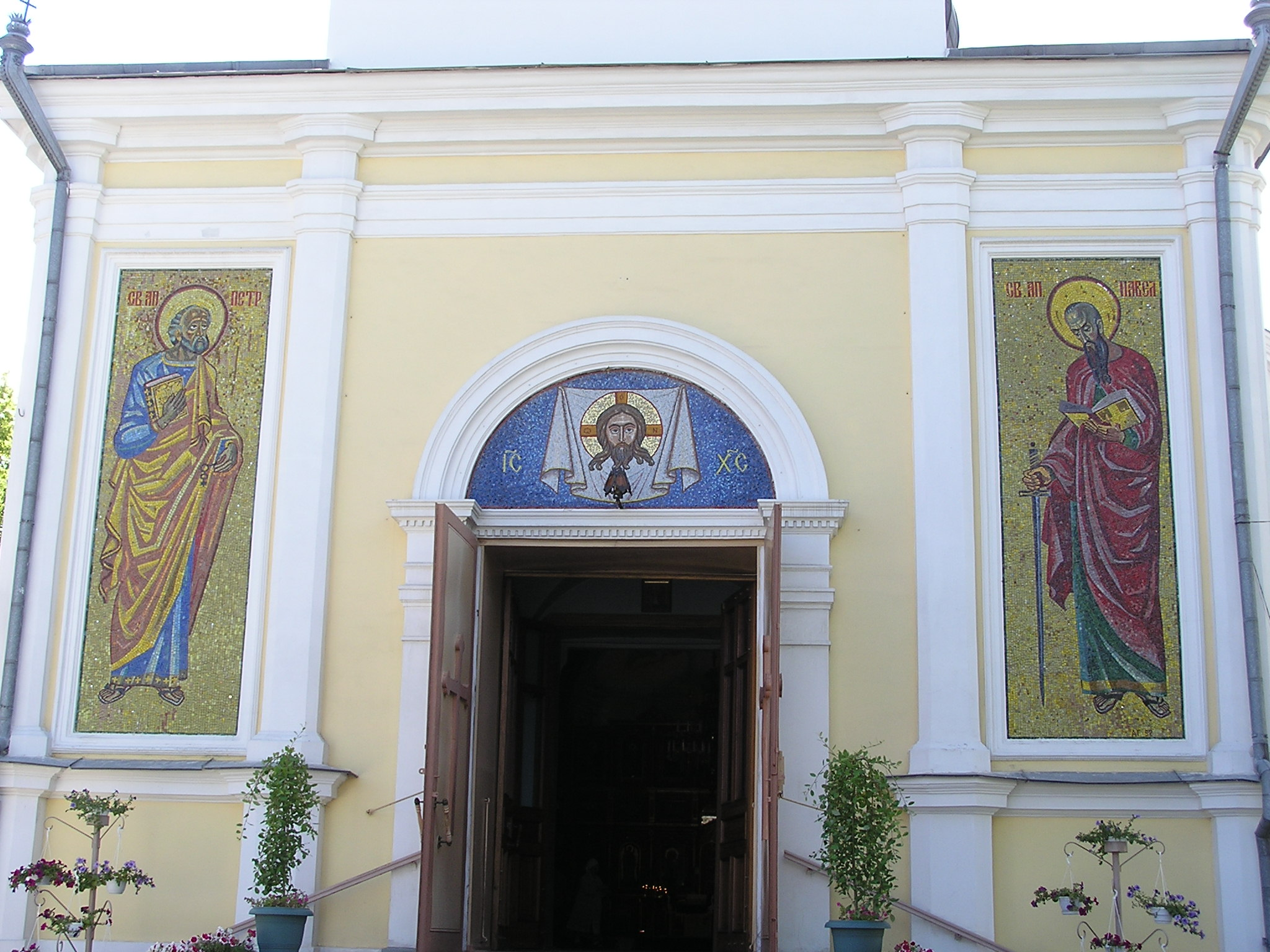
Фрески на входе в храм

### Утерянная реликвия
По свидетельствам епископа Гермогена (Добронравина) в соборе Петра и Павла сохранялась «замечательная древняя икона Пресвятыя Троицы с частию ризы Господней в ковчежце и с частицами мощей святых угодников, изображенных на иконе, в сребро-позлащенном кресте, с надписью 1693 год». Согласно легенде, во время Крымской войны неизвестный офицер оставил икону в церкви с условием, что по окончании войны вернется за ней, если же нет — она остается в храме. Война окончилась, но за иконой никто не пришел.

### Реликвии в храме
- Икона с мощами Святителя Николая[14]
- Икона Божией Матери «Иверская»[15]
- Икона Пресвятой Богородицы Троеручица[16]
- Чтимая икона Святителя Николая Чудотворца и отпечаток на стекле её киота[17]
- Крест с частицей Честного Животворящего Креста Господня[18]

## Фотогалерея

Петро-Павловский Собор и окрестности
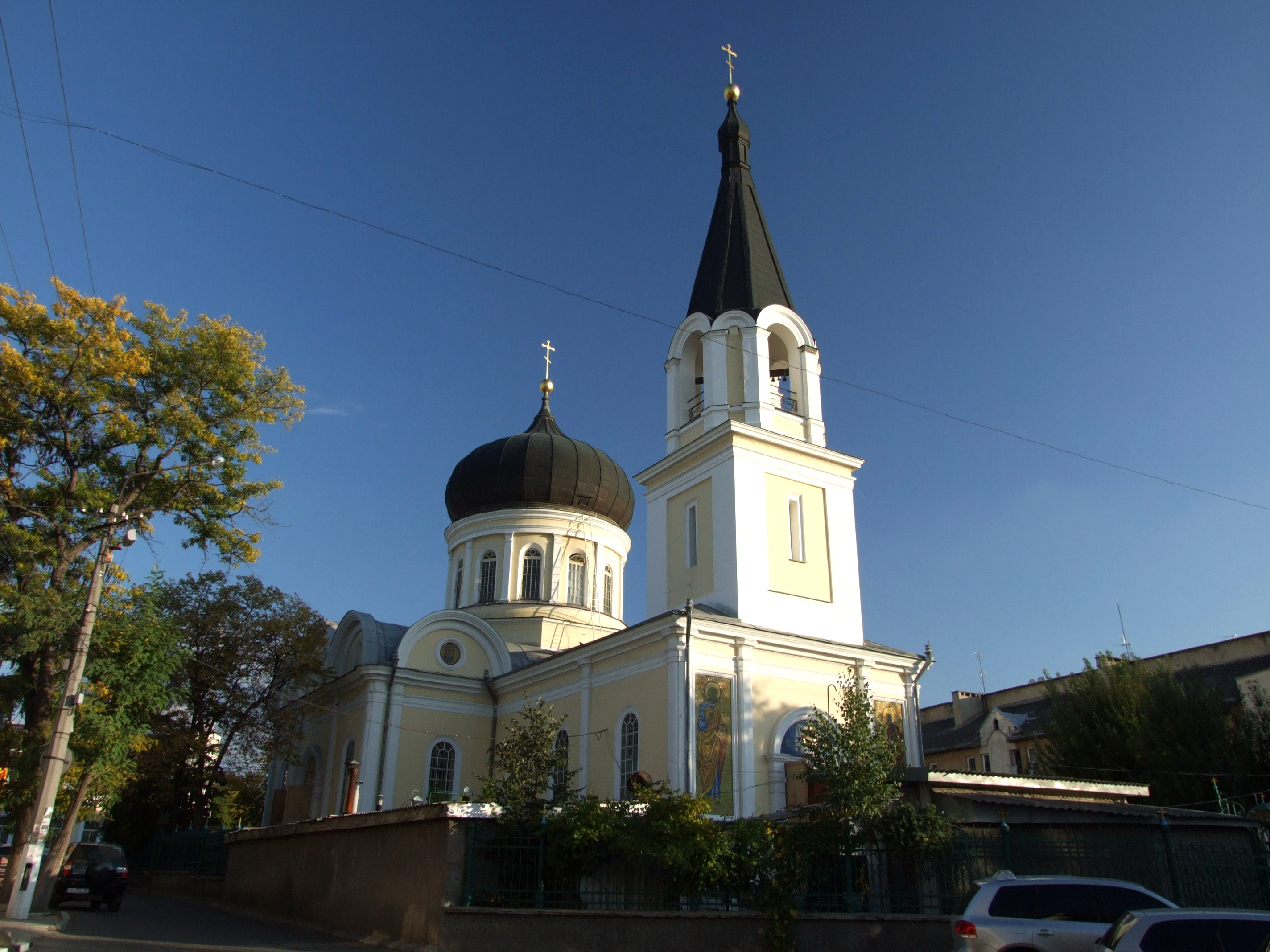
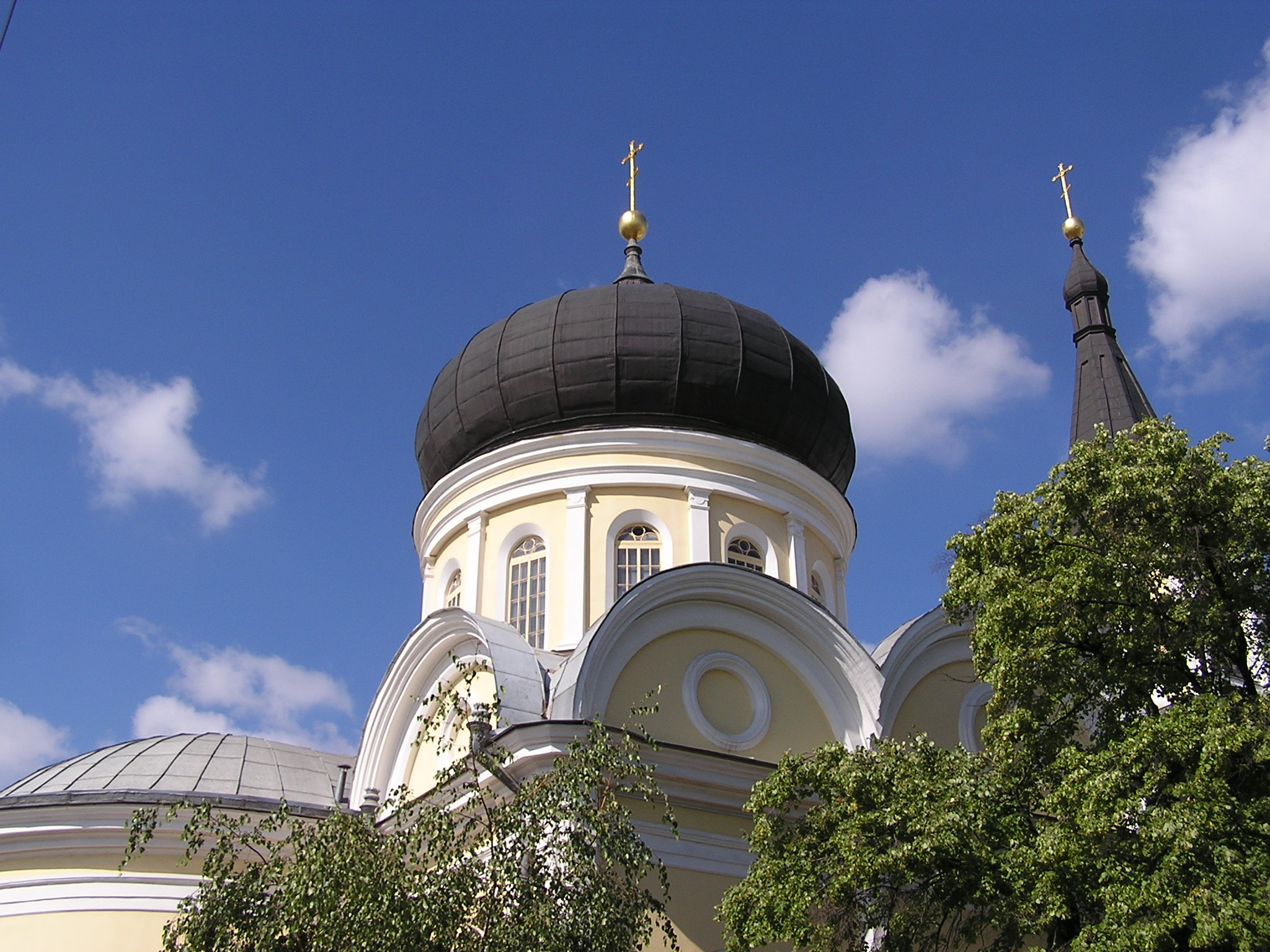
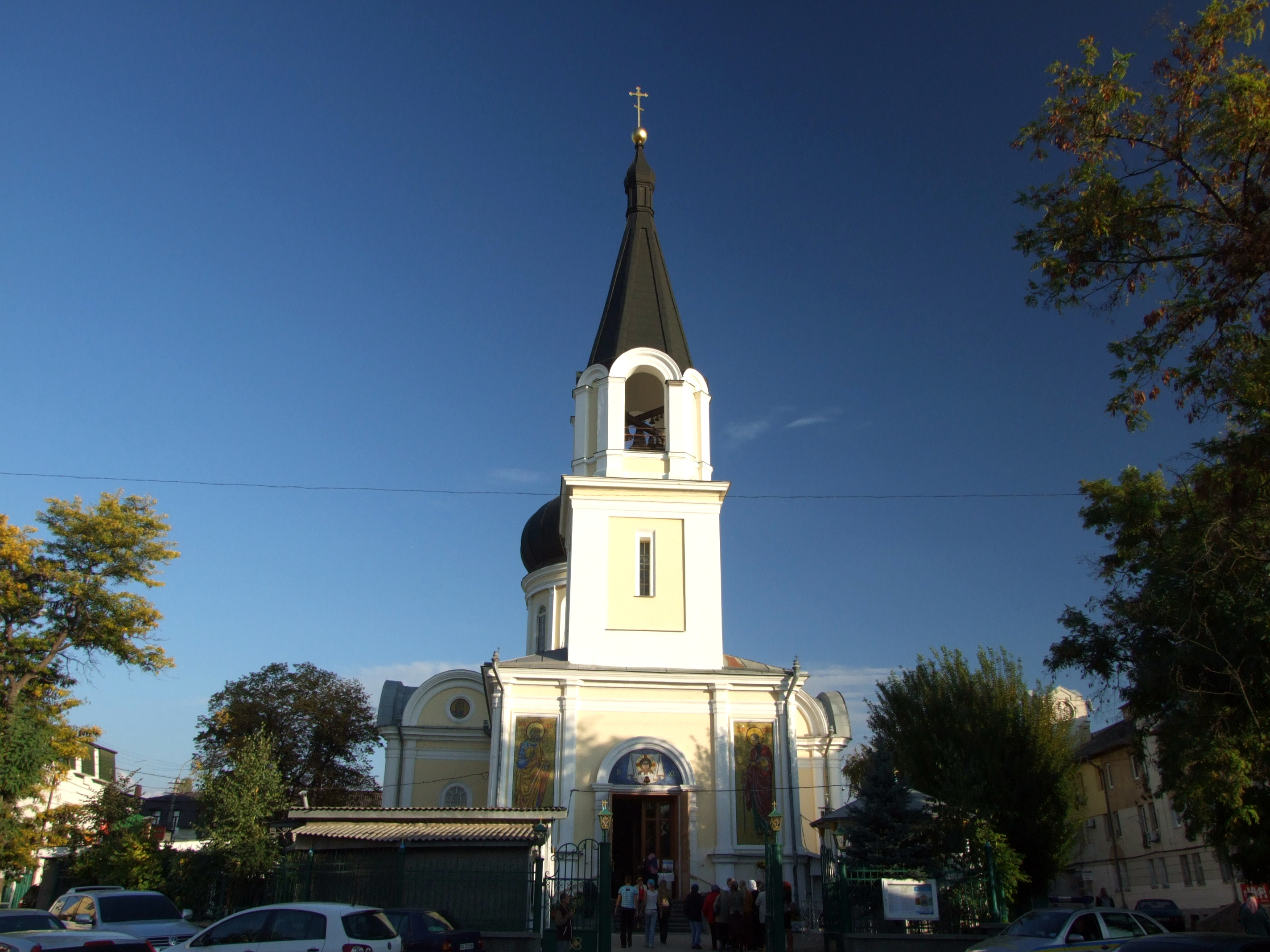
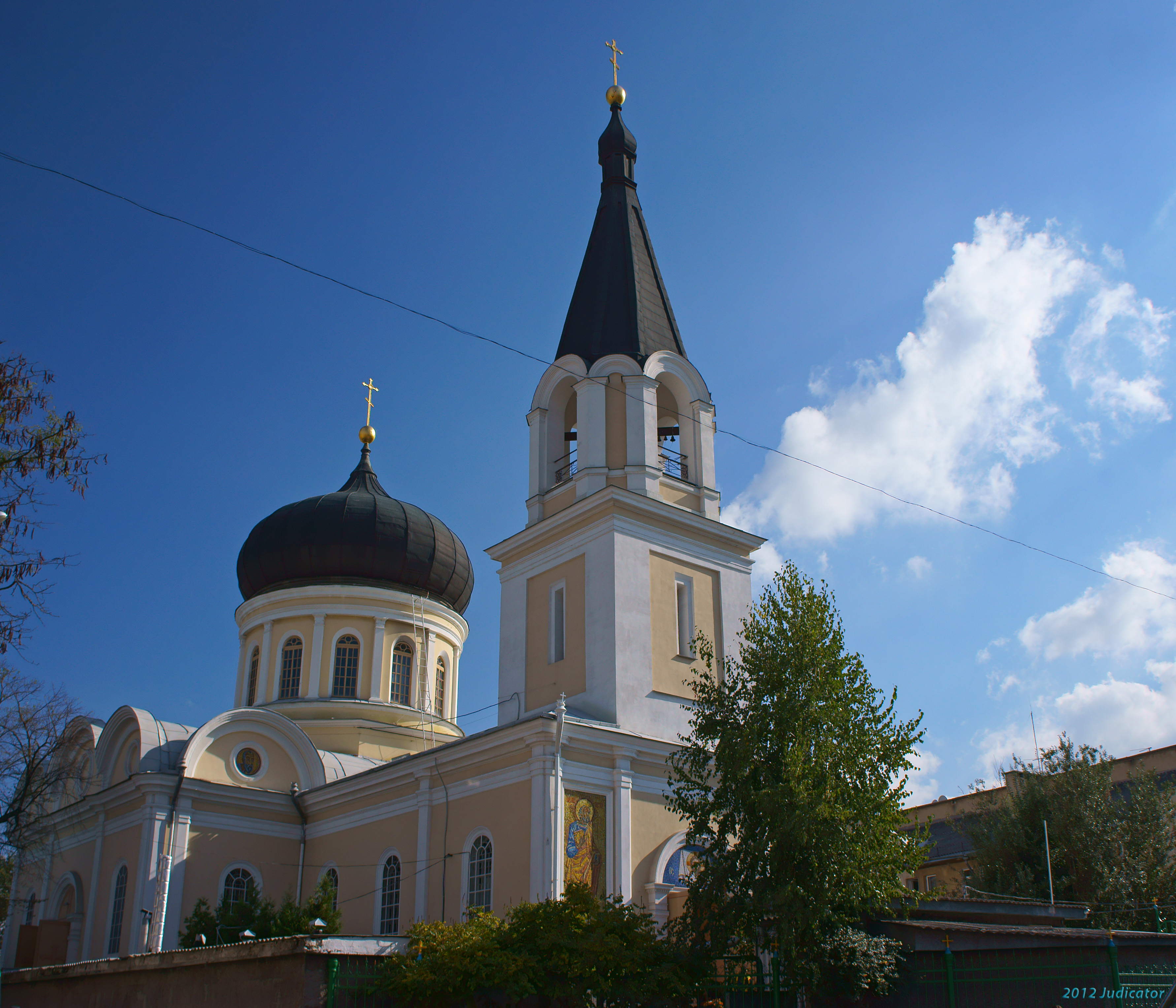
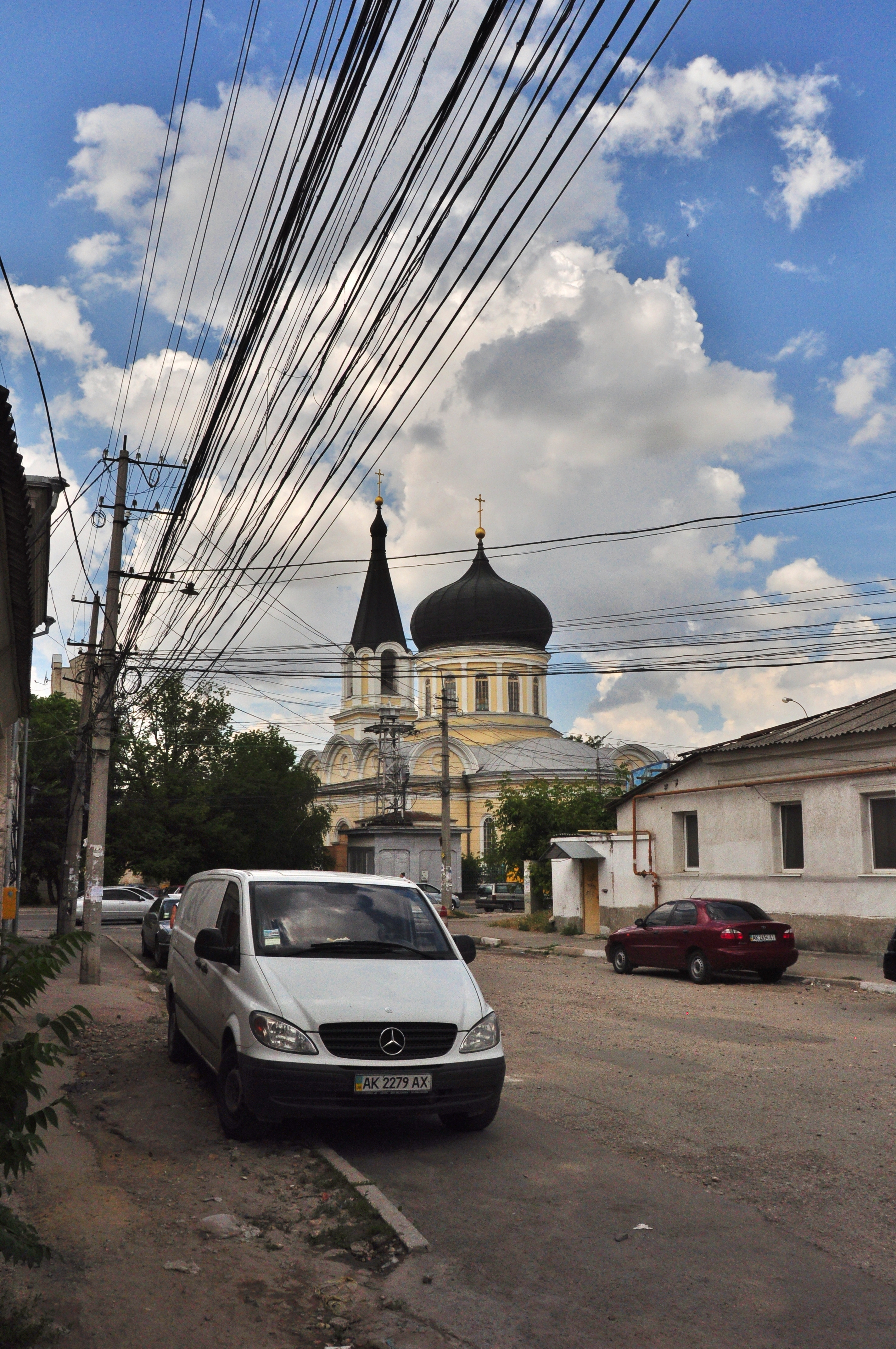
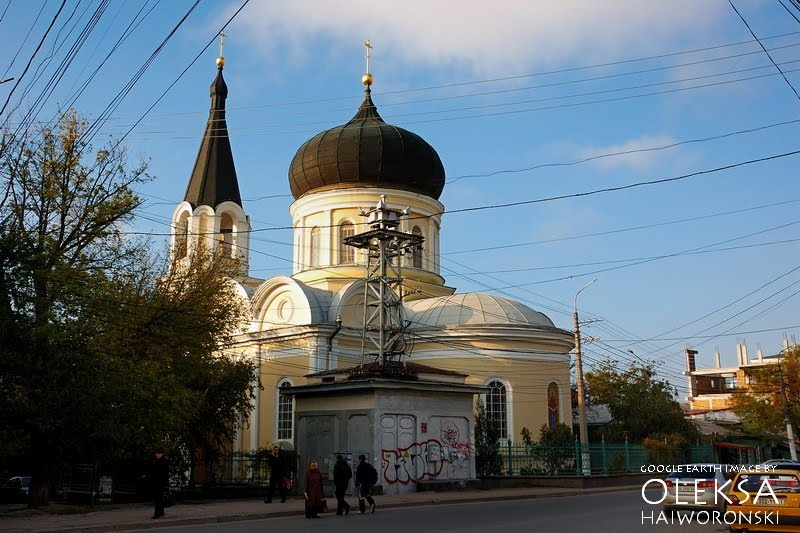